# Stefan Konstantin
Stefan Konstantin (serbe : Стефан Константин) (vers 1282-1322) est roi de Serbie vers 1321 à 1322. Fils de Stefan Milutin, il reçoit d'abord en apanage la Zeta avec Zachlumie et Travounie, et il devient l'héritier présomptif du trône de Serbie après que son père ait été exilé par son frère révolté Stefan Dečanski. Après la mort de son père, la lutte pour le trône éclate entre Konstantin, Dečanski et leur cousin Vladislav II. Il est tué par son jeune frère vers 1322, qui bat Vladislav et obtient ainsi le trône serbe.

## Biographie

### Premières années
Konstantin est le fils de Stefan Uroš II Milutin. et de sa seconde épouse Élisabeth, fille d'Étienne V de Hongrie. Comme prince, il contrôle  le župa (c'est-à-dire : comté) de Nevesinje entre  1303 et 1306,.

### Prince de Zeta
Après l'échec de la rébellion de son jeune frère Stefan Uroš III Dečanski en 1314, et la mort de son oncle Stefan Dragutin en 1316, Konstantin reçoit le titre de Jeune Roi, et règne sur la Zeta comme héritier présomptif de facto, bien que son père n'ait pas officialisé sa situation par une assemblée d'État. Stefan Uroš III qui a été exilé à Constantinople, obtient l'autorisation de revenir en 1321 après une entrevue entre Archevêque et le roi Milutin. Son père offre à la cathédrale de Bari un autel en argent avec le nom de Konstantin gravé.

### Roi
Quand son père meurt le 29 octobre 1321, Konstantin est proclamé Roi en Zeta, et commence à émettre des monnaies à Skadar, sur lesquelles il est représenté assis sur un trône, avec une inscription en latin. Les chroniques vénitiennes le mentionnent comme « roi » (latin rex) ; si Konstantin émet son monnayage avec ce titre de Skadar cela démontre qu'il avait préparé sa proclamation. À la même époque son frère Stefan Uroš III et son cousin Stefan Vladislav II, le fils de Stefan Dragutin, émettent également des prétentions au trône.
Les détails du conflit de succession ne sont pas connus, bien que l'on sache qu'il débouche sur une guerre civile. L'Église appuie Uroš III, et le 6 janvier 1322, le couronne Roi de Serbie, après cela selon le récit hagiographique de Grigorije Camblak, il demande à Konstantin d'« accepter une autre dignité d'Empire comme second fils ». ce dernier décline la proposition car il fait confiance dans sa force armée, qui comprend aussi des mercenaires étrangers. L'armée de Konstantin est défaite car une partie de ses troupes l'abandonne pour rejoindre le camp d'Uroš III. Konstantin est très certainement capturé ou tué pendant sa retraite. Uroš III défait ensuite Vladislav II le souverain du royaume de Syrmie à la fin 1324 ; et il unifie ainsi la couronne serbe. Selon A. Ivić, Konstantin est encore antiroi quelque temps entre 1321 et 1333, époque où il est tué.
D'après la poésie épique serbe, Konstantin est soutenu par les Bulgares; Vladislav est le candidat au trône des Hongrois et Stefan Uroš III bénéficie de l'appui des Byzantins. Uroš III aurait soudoyé l'armée de Konstantin qui l'aurait crucifié. Sauvé il est ensuite jeté dans une rivière...
Quelques chroniques[Lesquelles ?] gardent le souvenir de sa soi-disant exécution brutale avec un Dominican Brocard en 1332 : Uroš III aurait ordonné qu'il soit cloué à un arbre, après quoi il aurait été coupé en deux alors que Mavro Orbin en 1601 rapporte que c'est le fait de  Vladislav, qui l'aurait capturé. Il existe également une légende que son crane vidé était utilisé comme coupe à boire le vin par Uroš III[réf. souhaitée].

## Sources
- (en) Cet article est partiellement ou en totalité issu de l’article de Wikipédia en anglais intitulé « Stefan Konstantin » (voir la liste des auteurs).